# Georg Gronau
Georg Gronau (15 febbraio 1868 – Fiesole, 26 dicembre 1937) è stato uno storico dell'arte tedesco.
Specialista del Rinascimento italiano,  si concentrò soprattutto sulla produzione artistica di Giovanni Bellini.

## Biografia
Georg Gronau studiò a Bonn e quindi a Berlino, dove nel 1890 presentò la sua tesi su Urspergensis Burchardus e il suo Chronicon.
Passò poi ad interessarsi dell'arte veneziana, ma si stabilì a Fiesole, dove visse dal 1890 al 1910. A partire dal 1894, pubblicò diversi articoli e nel 1900 un libro su Tiziano. Due anni più tardi ne pubblicò un altro su Raffaello cui seguirono due edizioni in inglese – Leonardo da Vinci (1903) e la traduzione del suo Tiziano (1904) – e infine il Correggio in tedesco (1907).
Il suo libro sulla famiglia Bellini (Die künstlerfamilie Bellini, 1909) divenne un delle prime opere ad essere raccomandata nella bibliografia del corso di storia dell'arte dell'università di Princeton.
Nominato direttore della Gemäldegalerie Alte Meister di Kassel lasciò l'Italia nel 1910. Mantenne l'incarico fino al 1924, poi grazie alla sua lunga collaborazione con il Kunsthistorisches Institut in Florenz (Firenze) riprese vivere nella sua villa a San Domenico di Fiesole nel 1929. In quel periodo pubblicò diversi articoli e un libro su Giovanni Bellini, piuttosto discussi. 
Passò gli ultimi anni di vita a scrivere un indice dei documenti d'archivio che avessero un rapporto con gli artisti presenti nelle istituzioni di Urbino stampato nel 1936 con il titolo Documenti artistici Urbinati. Morì nel 1938 nella sua villa di San Domenico.
Anche il figlio Hans D. Gronau fu uno storico dell'arte.